# Johann Lukas von Hildebrandt
Johann Lukas von Hildebrandt (14 noiembrie 1668 - 16 noiembrie 1745) a fost un arhitect baroc austriac și inginer militar care a proiectat clădiri și biserici impunătoare și a cărui lucrare a avut o influență profundă asupra arhitecturii Imperiului Habsburgic din secolul al XVIII-lea.

## Viață, operă
După ce a studiat la Roma sub Carlo Fontana, a construit fortărețe pentru prințul Eugen de Savoia în timpul campaniilor italiene, devenind arhitectul său preferat. În 1700 a devenit inginer judecător în Viena, iar în 1711 a fost numit șef al departamentului de curți al clădirii. El a devenit arhitect în anul 1723. Proiectele sale pentru palate, moșii, grădini, biserici, capele și vile au fost imitate pe scară largă, iar principiile sale arhitecturale s-au răspândit în toată Europa centrală și sud-estică. Printre lucrările sale mai importante se numără Palais Schwarzenberg, Biserica Sf. Petru și Belvedere în Viena, Castelul Savoia din Ráckeve, Palatul Schönborn din Göllersdorf și Schloss Hof.

## Articole conexe
- Listă de artiști plastici și arhitecți austrieci

## Legături externe
- Johann Lukas von Hildebrandt la archINFORM
- Intrare despre Johann Lukas von Hildebrandt în baza de date Gedächtnis des Landes privind istoria statului Austria Inferioară (Muzeul Austriei Inferioare)